# تیم دوچرخه‌سواری آتالا
تیم دوچرخه‌سواری آتالا (کد یوسی‌آی: ATA) تیم حرفه‌ای ایتالیایی بود که در رشتهٔ دوچرخه‌سواری جاده فعالیت می‌کرد. این تیم در سال ۱۹۰۸ بنیان‌گذاری و در سال ۱۹۸۹ منحل شد. در جیرو دیتالیای ۱۹۱۲ که تنها مسابقهٔ تیمی برگزار شد، تیم آتالا شامل کارلو گالتی، جووانی میکلتو و ابراردو پاوسی (و لوئیجی گانا که در مرحلهٔ پنجم کناره‌گیری کرد) به قهرمانی رسید.
این تیم در پنج دورهٔ دیگر جیرو دیتالیا در سال‌های ۱۹۰۹، ۱۹۱۰، ۱۹۵۵، ۱۹۵۶ و ۱۹۵۹ نیز قهرمان رده‌بندی تیمی شد. افزون بر این، لوئیجی گانا در سال ۱۹۰۹ و کارلو گالتی در سال ۱۹۱۰ قهرمان رده‌بندی اصلی جیرو دیتالیا شدند. در سال ۱۹۶۱ ویتو تاکونه برندهٔ رده‌بندی امتیازی و در سال ۱۹۸۴، اورس فرویلر برندهٔ رده‌بندی کوهستان جیرو شدند.